# Mercedes-Benz W112

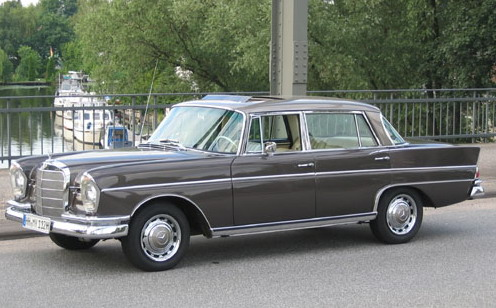
Mercedes-Benz "300 SE lang" (W112.015)

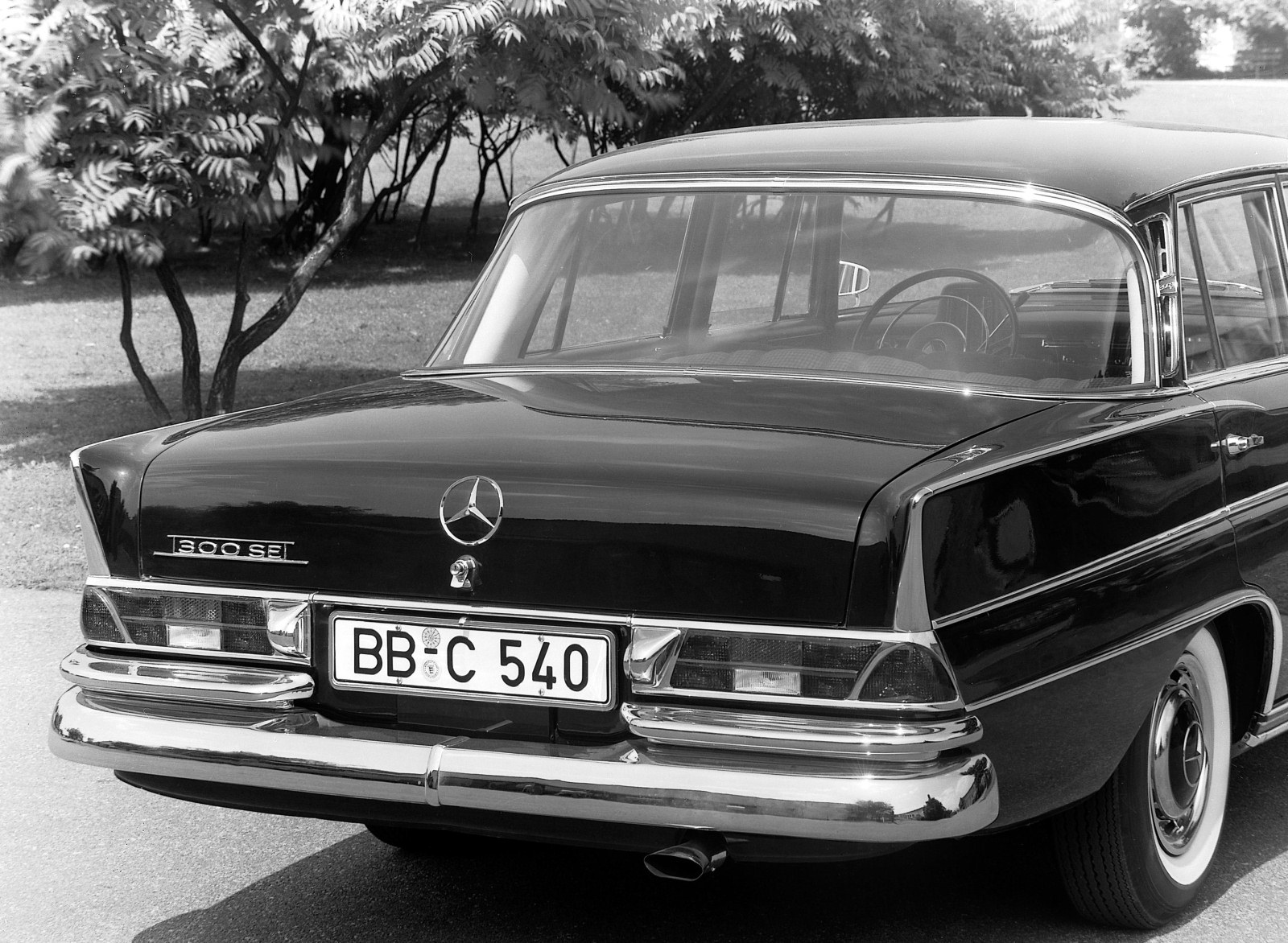
Widok z tyłu pierwszej wersji 300 SE z pojedynczą rurą wydechową i wąskimi chromami na tylnych drzwiach

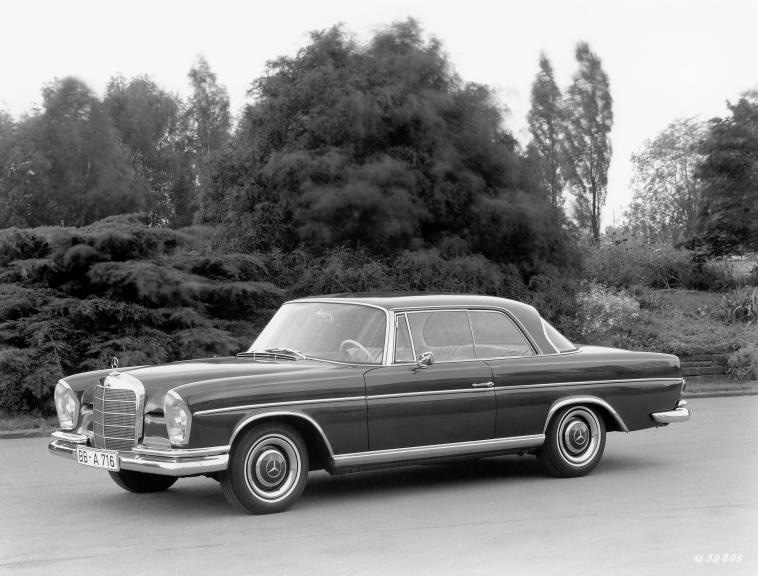
Mercedes 300SE Coupé

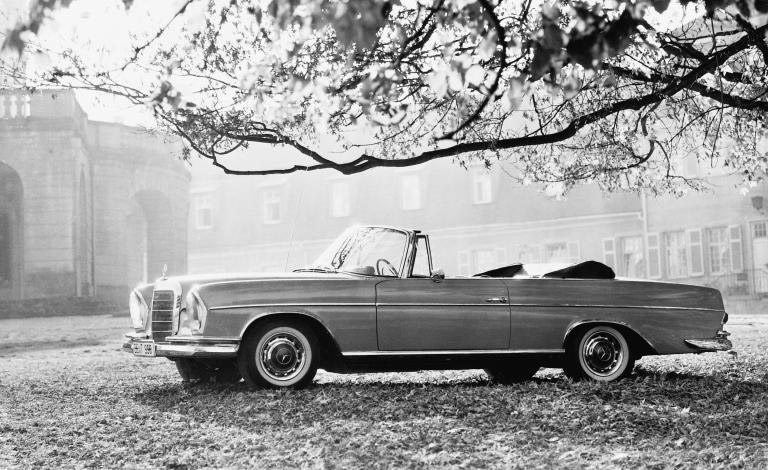
Mercedes 300SE Cabrio

Mercedes-Benz W112 niem. Mercedes-Benz Heckflosse − rodzina sześciocylindrowych luksusowych samochodów osobowych produkowanych w latach 60. XX wieku pod marką Mercedes-Benz. Należały do niej cztery modele: 300SE sedan, coupé i kabriolet oraz 300SE lang. Samochody te miały zastąpić rodzinę samochodów W189 typ 300.

## Modele
- 1961–1965 300 SE Sedan
- 1962–1967 300 SE Coupé
- 1962–1967 300 SE Convertible
- 1963–1965 300 SE lang Sedan

## Dane techniczne
1962 300 SE Coupe automatic:

### Silnik
- R6 3,0 l (2996 cm³), SOHC
- Układ zasilania: mechaniczny wtrysk paliwa
- Moc maksymalna (DIN): 160 KM (117,5 kW) przy 5000 obr./min
- Maksymalny moment obrotowy (DIN): 251 N•m przy 3800 obr./min

### Osiągi
- Przyspieszenie 0-100 km/h: b.d
- Prędkość maksymalna: 175 km/h
- Średnie zużycie paliwa na 100 km: 13 l